# Sunny Day Real Estate
I Sunny Day Real Estate sono un gruppo musicale statunitense, formatosi nel 1992 e scioltosi nel 2001. Nel 2009 i membri della band hanno dato vita a un reunion tour, che una volta finito ha lasciato però la band in uno stato inattivo.
I Sunny Day Real Estate sono stati uno dei più importanti gruppi emo (in particolare della seconda ondata, chiamata anche Midwest emo), avendo contribuito a diffondere il genere e influenzato gran parte dei gruppi a venire, soprattutto con il primo album Diary.

## Storia del gruppo
La band si formò a Seattle nel 1992 come Empty Set, inizialmente composta da Dan Hoerner (chitarra e voce), Nate Mendel (basso) e William Goldsmith (batteria). Mendel lasciò la band, Hoerner prese il suo posto e il ruolo di frontman venne rivestito dal subentrato Jeremy Enigk che si impose subito come leader del gruppo. Col ritorno di Mendel, la band fu completa e venne ribattezzata Sunny Day Real Estate. L'esordio della band (se escludiamo alcuni sette pollici), Diary, fu pubblicato nel 1994 da Sub Pop, ricevendo incoraggianti feedback dalla critica. Quindi fu il momento di partire in tour, insieme a Shudder to Think e Soul Coughing. La band mantenne un atteggiamento freddo verso il marketing e rilasciò appena una singola intervista, promuovendo di sé un'immagine enigmatica.
Dopo la conclusione del tour, i Sunny Day Real Estate iniziarono le sessioni in studio per la realizzazione di un secondo album, ma le tensioni interne (causate a quanto pare dalla conversione al Cristianesimo di Enigk) causarono lo scioglimento del gruppo.
Non si sa in realtà quali furono le vere ragioni dello scioglimento, ma la conversione di Enigk non fu uno scherzo: in alcune dichiarazioni post-scioglimento, il cantante della defunta band motivò le ragioni della sua nuova fede.
Nel 1995 Sub Pop pubblicò comunque un album senza titolo, chiamato comunemente dai fan LP2 o Pink Album, in riferimento al colore della copertina.
Enigk iniziò quindi una carriera solista, Hoerner si ritirò in una fattoria a Washington mentre Mendel e Goldsmith si unirono a Dave Grohl nei Foo Fighters, con Goldsmith che lasciò la band nel 97 per incomprensioni con Grohl.
Lo stesso anno avvenne la reunion nel gruppo, senza Mendel che rimase nei Foo Fighters. La band decise di mettere una pietra sopra il passato e ricominciare da capo. Nel 98 uscì un nuovo album, How It Feels To Be Something On, seguito l'anno successivo da un disco dal vivo. Proprio questo album generò incomprensioni tra i Sunny Day Real Estate e la casa discografica, in quanto la band non fu interpellata per l'artwork e i mix definitivi del disco. Quindi la band abbandonò Sub Pop avendo risolto gli obblighi contrattuali e passò alla indie label Time Bomb Recordings, che poteva contare sulla distribuzione di BMG.
Dopo aver pubblicato The Rising Tide nel 2000, la band dovette fare i conti con i problemi monetari dell'etichetta, la quale si vide costretta ad annullare il tour europeo previsto e comunicò al gruppo di non poterlo più finanziare. Questo segnò la fine dei Sunny Day Real Estate che decisero di non porre seguito a quest'esperienza.
Hoerner si ritirò nuovamente nella sua fattoria. Enigk e Goldsmith si riunirono a Mendel, formando i Fire Theft. Nonostante avessero potuto, i tre decisero di non riprendere il nome Sunny Day Real Estate per voltare decisamente le spalle al passato e ricominciare. Mendel suona tuttora nei Foo Fighters.
La band si è ufficialmente riformata con tutti i componenti originali nell'autunno 2009, organizzando un tour negli Stati Uniti e in Canada e alcune date in Australia. Il 15 settembre 2009 sono stati pubblicati per la Sub Pop i primi due album della band rimasterizzati con 2 bonus track e delle nuove liner notes con commenti della band. Nel 2010 viene annunciato che la band sta lavorando a un nuovo album ma, a causa di divergenze artistiche, poco tempo dopo il progetto è stato abbandonato e la band è entrata in un periodo di inattività. Nel 2014 viene lanciato Sunny Day Real Estate/ Circa Survive Split, contenente un brano inedito della band, Lipton Witch.

## Formazione

### Attuale
- Jeremy Enigk – voce (1992-1995, 1997-2001, 2009-2013, 2022-presente), basso (1999-2000, 2022-presente), chitarra (1992-1995, 1997-1999, 2009-2013), tastiere (1992-1995, 1997-2000)
- Dan Hoerner – chitarra, voce (1992-1995, 1997-2001, 2009-2013, 2022-presente)
- William Goldsmith – batteria (1992-1995, 1997-2001, 2009-2013, 2022-presente)

### Ex componenti
- Nate Mendel – basso (1992-1995, 1995-1998, 2009-2013)
- Jeff Palmer – basso (1998)
- Joe Skyward – basso (1998-1999)
- Greg Suran – chitarra, tasiere (2000-2001)
- Nick Macri – basso (2000-2001)

## Discografia
- 1994 – Diary
- 1995 – Sunny Day Real Estate
- 1998 – How It Feels to Be Something On
- 2000 – The Rising Tide

Album dal vivo
- 1999 – Live
- 2024 – Diary at London Bridge Studio